# 2004 TU357
2004 TU357, também escrito como 2004 TU357, é um objeto transnetuniano que está localizado no Cinturão de Kuiper, uma região do Sistema Solar. Este corpo celeste é classificado como um provável plutino, pois, o mesmo está em uma ressonância orbital de 2:3 com o planeta Netuno. Ele possui uma magnitude absoluta de 8,0 e tem um diâmetro estimado com 96 km.

## Descoberta
2004 TU357 foi descoberto no dia 15 de outubro de 2004 pelo astrônomo Marc W. Buie.

## Órbita
A órbita de 2004 TU357 tem uma excentricidade de 0,368 e possui um semieixo maior de 43,278 UA. O seu periélio leva o mesmo a uma distância de 27,366 UA em relação ao Sol e seu afélio a 59,191 UA.